# ハイビスカス (MINMIの曲)
「ハイビスカス」は、MINMIの12枚目のシングル。

## 概要
- タイトル曲のサウンドプロデュースはm-floの☆Taku Takahashi。ミュージックビデオの振り付けはMIKIKOを担当している。
- カップリングには、ハイチへ向けて書き下ろした曲「GIVE SOME LOVE ～for HAITI～」と、ジミー・クリフの「I Can See Clearly Now」のカバーを収録。

## 収録曲
1. ハイビスカス
  - 作詞・作曲：MINMI／編曲：☆Taku Takahashi、Mitsunori Ikeda
2. I CAN SEE CLEARLY NOW
  - 作詞・作曲：ジョニー・ナッシュ（英語版）／編曲：MINMI、Seiji "JUNIOR" Kawabata
3. GIVE SOME LOVE ～for HAITI～
  - 作詞：MINMI／作曲：MINMI、Seiji "JUNIOR" Kawabata、Masakatsu "Mar-D" Motohara／編曲：MINMI、Seiji "JUNIOR" Kawabata
4. ハイビスカス -KARAOKE-

## タイアップ
ハイビスカス
- TBS系「COUNT DOWN TV」オープニングテーマ
- レコチョクCMソング
- 東京ドーム「ラクーア」CMソング
- ソニー・エリクソン×MTV「Transform Your Xperia™」CMソング